# Repressioni staliniste in Mongolia
Le repressioni staliniste in Mongolia (in mongolo Их Хэлмэгдүүлэлт, Ikh Khelmegdüülelt - Grande repressione) ebbero il loro apice tra il 1937 e il 1939 sotto la guida di Khorloogiin Chiubaksan su istruzioni sovietiche. L'obiettivo del genocidio era sopprimere le forze patriottiche mongole. L'URSS fermò le migrazioni dei Buriati, un grande gruppo etnico siberiano, verso la Repubblica Popolare Mongola nel 1930. Tutti i leader mongoli che non approvarono la decisione sovietica di diffondere il terrore nella popolazione vennero giustiziati dai Russi, mentre Peljidiin Genden, Anadyn Amar e Choibalsan accettarono la richiesta dopo essere stati pesantemente minacciati. Il leader del Comintern, Bohumir Smeral, disse "I mongoli non sono importanti, la terra è importante. La Mongolia è più vasta di Inghilterra, Francia e Germania messe insieme." Le purghe si verificarono in tutta la nazione, anche se si concentrarono soprattutto nei più alti ranghi del partito, dell'esercito e del governo, interessando anche i Buriati, i movimenti patriottici e nazionalisti, gli intellettuali, i nobili, i ricchi e il clero Buddhista. Un'accusa molto comune fu la sospetta collaborazione con la presunta rete spionistica giapponese.

## Storia
Dopo la rivoluzione, il Partito Popolare Rivoluzionario Mongolo (PPRM) si auto-incaricò della "trasformazione socialista della società", seguendo le istruzioni ricevute dall'Unione Sovietica. Nel 1926, nella Repubblica Popolare Mongola, venne varata la legge che separò la chiesa Buddhista dallo Stato eliminando i privilegi dei più alti ranghi del clero. Verso la fine degli anni venti il PPRM e il Revsomol (organo del Comitato Centrale del Partito) promossero un'intensa battaglia di secolarizzazione e. insieme, quasi contemporaneamente all'Unione Sovietica, diedero il via alle collettivizzazioni; vennero confiscate le proprietà clericali e i grandi feudi nobiliari. Tra il 1933 e il 1934 centinaia di persone, tra cui alti membri del Partito o alti funzionari statali, vennero condannate a morte, imprigionati, condannati ai lavori forzati o esiliati.
La repressione dell'alto clero buddhista avvenne nel dicembre del 1934, quando la legge mongola si estese alla rimozione degli insegnamenti religiosi nelle scuole, al divieto di entrare nei monasteri per i bambini e alla fine dell'esonero per la casta sacerdotale dal servizio militare. Ai monasteri vennero imposte nuove e pesanti tasse. Alla metà degli anni trenta, alla vigilia delle Grandi purghe, erano presenti circa 800 monasteri buddhisti sparsi per tutto il territorio mongolo, e si contavano all'incirca 90.000 monaci; nel 1937 e nel 1938, la maggior parte dei monasteri vennero distrutti e tra i 16 e i 17.000 monaci vennero uccisi. Secondo una stima, nel 1939 nelle Purghe perirono 27.000 mongoli (circa il 3% della popolazione, dove più di metà delle vittime erano monaci). Durante la repressione stalinista, "L'istituzione religiosa mongola fu praticamente distrutta, le sue proprietà sequestrate, e i monaci vennero o uccisi o secolarizzati. In totale, 2.265 monasteri vennero distrutti, e più di 71,5 tonnellate di statue vennero inviate in Unione Sovietica come scarti." Il monastero di Gandan, situato vicino Ulan Bator, venne chiuso nel 1938 proprio all'apice delle Purghe, ma venne riaperto nel 1944. Fu l'unico monastero buddhista in tutta la Mongolia a rimanere funzionante durante l'era comunista, e uno dei pochissimi scampati alla distruzione.

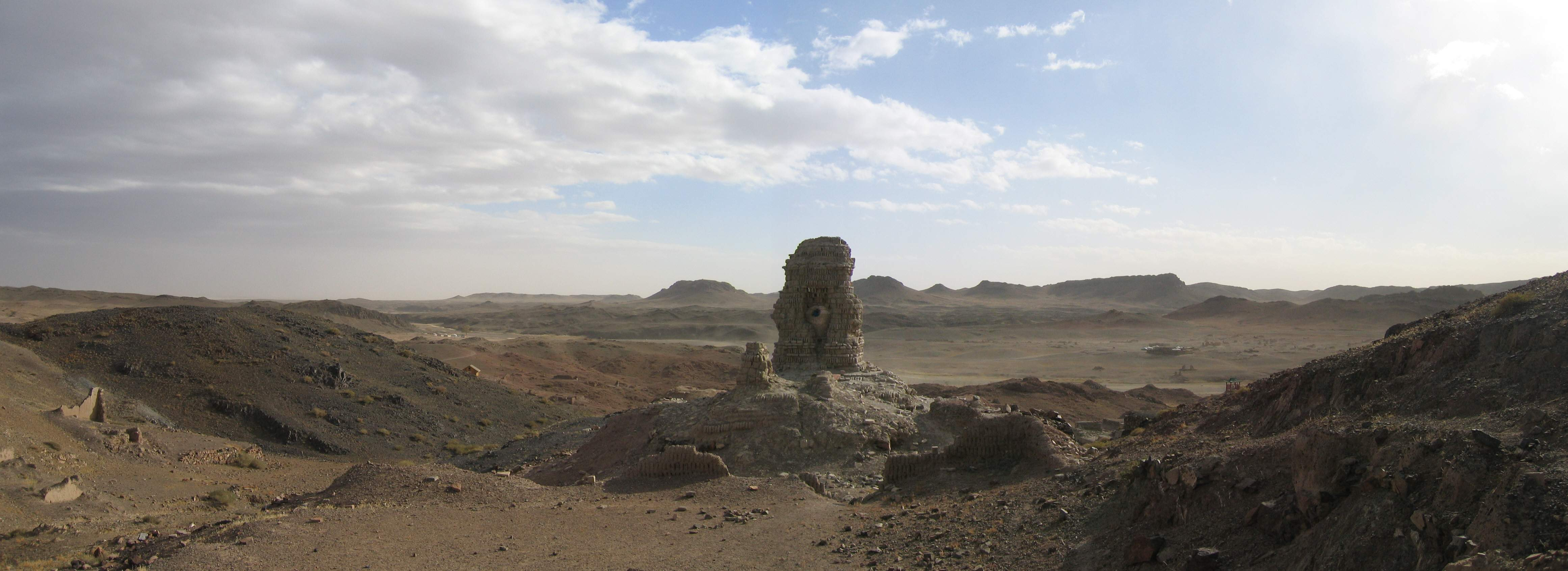
Resti di uno delle centinaia di monasteri distrutti dalle purghe

## Il numero delle vittime
Il numero totale delle persone uccise dalle Purghe è stimato tra le 22 e le 35.000 (3-4% della popolazione). Circa 18.000 vittime erano monaci buddisti. Altri autori stimano che le vittime furono molte di più, quasi 100.000. Nel 1991 e nel 2003 vennero investigate grandi fosse comune rinvenute nei pressi di Môrôn e di Ulan Baatar. In esse vennero rinvenuti migliaia di cadaveri, tutti uccisi con un colpo di pistola alla base del cranio.
Intorno alla fine degli anni trenta la Repubblica Popolare Mongola vide crescere la sua popolazione di circa 800.000 persone. Solo tra l'agosto 1937 e il gennaio 1938, a detta dell'ambasciata Sovietica in Mongolia, vennero arrestate 10.000 persone, di cui 7.000 monaci, 300 nobili e 180 ufficiali. Durante questo periodo vennero avviate più di 7.000 cause penali, di cui 6.000 portarono all'esecuzione dell'accusato. Sembra dunque, a detta dei dati, che il colpo più forte della Repressione venne sferrato contro il monachesimo buddhista.
Tra il 1936 e il 1939, due terzi dei membri del PPRM venne deposto e rimosso, tra cui 8 membri su 10 del Presidium del Comitato Centrale. Confrontando i dati con quelli forniti dalla Commissione Straordinaria, presieduta da Choibalsan sotto la stretta sorveglianza sovietica, vennero condannate 25.000 persone, di cui 20.000 alla pena di morte. La proporzione di vittime in relazione alla popolazione totale è molto più alta rispetto alle Grandi Purghe sovietiche.

## Personalità vittime delle purghe

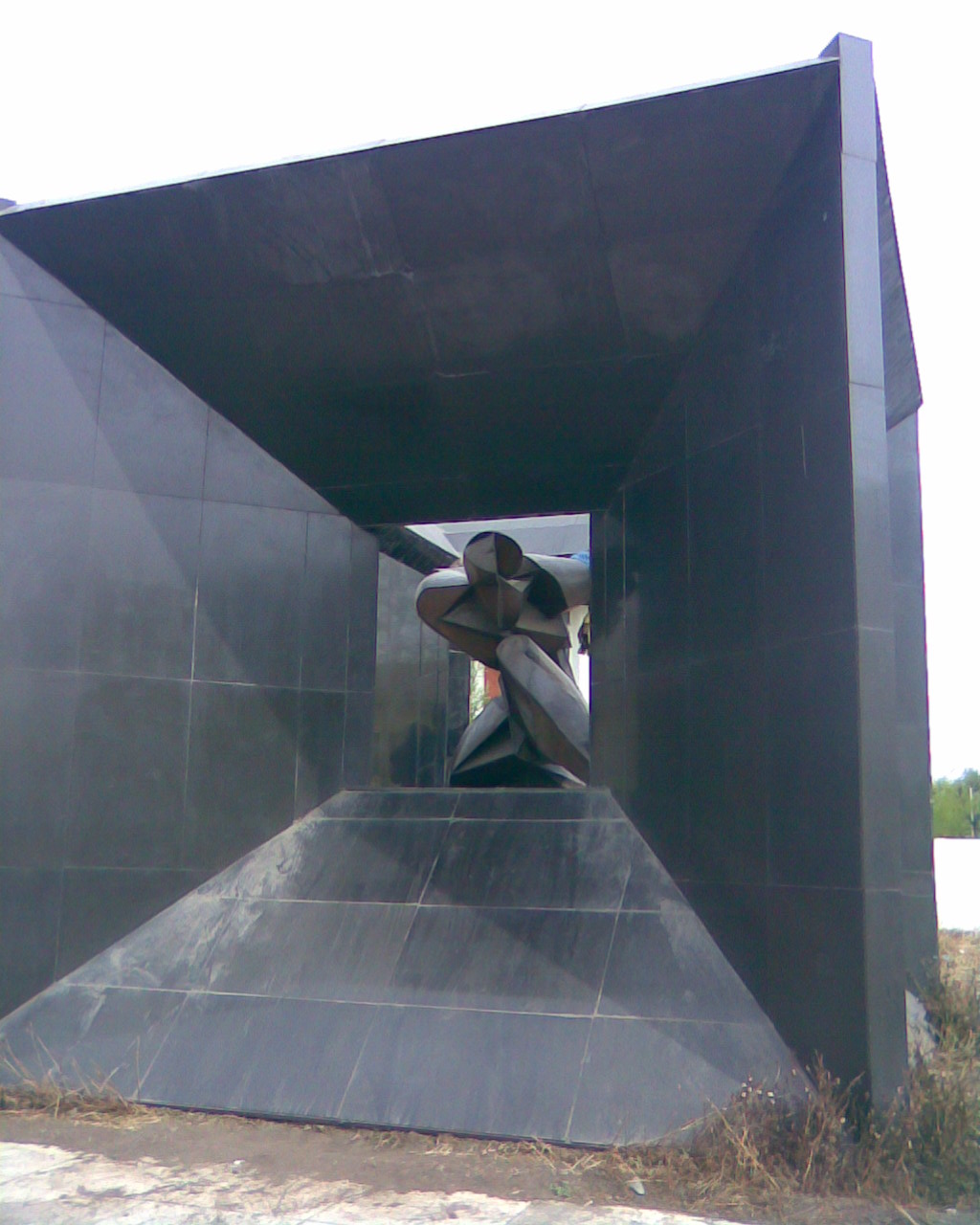
Monumento dedicato alle vittime della repressione a Ulan Bator, Mongolia

- Peljidiin Genden, primo ministro Mongolo tra il 1932 e il 1936
- Anandyn Amar, primo ministro Mongolo tra il 1936 e il 1939
- Gelegdorjiin Demid, ministro della Guerra e capo delle Forze Armate fino al 1937
- Darizavyn Losol, leader rivoluzionario
- Genepil, ultima regina consorte mongola

### Buriati
Un numero elevato di Buriati venne imprigionato e ucciso durante le Grandi Purghe. Tra essi vi furono: Jamsrangiin Tseveen, importante uomo accademico e politico, e Elbedorj Richino, leader rivoluzionario che giocò un ruolo importante durante la Rivoluzione Mongola del 1921.